# Código Civil (Portugal)
Der Código Civil ist das Zivilgesetzbuch Portugals. Er trat erstmals 1867  in Kraft und war die Arbeit von António Luís de Seabra, einem Professor der Universität Coimbra. 1966 trat eine umfassend reformierte Version in Kraft, die stark vom deutschen BGB, dem schweizerischen Zivilgesetzbuch und dem italienischen Codice civile beeinflusst war. Die Einteilung folgt der pandektistischen Einteilung in fünf Bücher des deutschen BGB.